# Domingo Gómez-Acedo
Domingo Gómez-Acedo Villanueva, également connu sous le nom de Txomin Acedo (né le 6 juin 1898 à Bilbao au Pays basque et mort en 1980 à Getxo) est un joueur de football international espagnol, qui évoluait au poste d'attaquant.

## Biographie

### Carrière en sélection
Avec l'équipe d'Espagne, il joue 11 matchs (pour un but inscrit) entre 1920 et 1924. 
Il figure notamment dans le groupe des sélectionnés lors des Jeux olympiques de 1920 et de 1924. Il dispute quatre matchs lors du tournoi olympique de 1920.

## Palmarès
| Athletic Bilbao - Coupe d'Espagne (6) : - Vainqueur : 1914, 1915, 1916, 1921 et 1923. - Finaliste : 1920. |  | Espagne - Jeux olympiques : - Argent : 1920. |